# Lorryia formosa
Lorryia formosa, cunoscut sub numele acarianul galben, este o specie de acarieni acariformi. Acest acarian se întâlnește pe frunzele de diferite specii de copaci din întraga lume, dar preferă arborii de citrice.  

## Taxonomie
Lorryia formosa, descoperit în Maroc, a fost descris pentru prima dată de Cooreman în 1958. În 1980 s-a revizuit familia Tydeidae și HM André a sinonimizat genul Lorryia cu Tydeus. În așa fel Lorryia formosa a devenit Tydeus formosus. În revizuirea sa André s-a bazat pe asemănările unor structuri de la picioare și a ignorat ornamentația și forma corpului, folosiți în taxonomie de către alți autori. În 1998, Kazmierski a revizuit subfamilia Tydeinae, folosind ornamentarea și alte caracteristici, a restabilit genul Lorryia. 

## Descriere
Acarianul Lorryia formosa are dimensiuni foarte mici, de 250 μm lungime. Corpul este divizat în gnatosomă (corespunde capului) și idiosomă (restul corpului). Idiosoma este împărțită în propodosoma, metapodosoma, și opistosoma. În regiunea propodosomei se fixează primele două perechi de picioare, iar la metapodosomă - ultimele două perechi. Subfamilia Tydeinae, la care aparține Lorryia formosa, se caracterizează prin prezența a trei perechi de lyrifissures (inele ce încercuiesc suprafața unui picior) și o pereche de ochi (oceli) situați, de obicei, lateral pe propodosomă. Orificiul genital este înconjurat de câteva excrescențe în formă de spini.

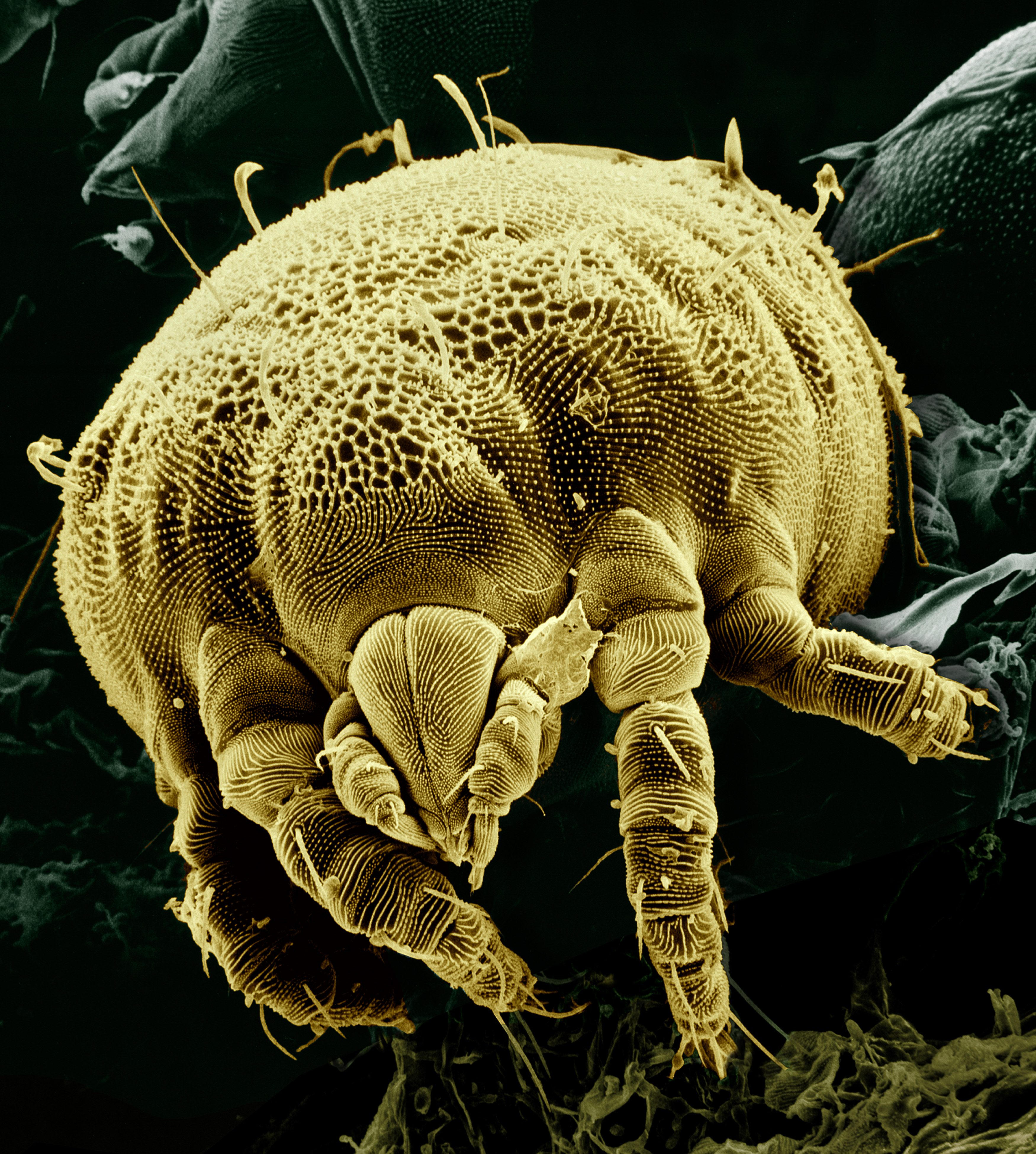
Vedere anterioară, în prim-plan gnatosoma

## Reproducerea și ciclul de viață
Ciclul de dezvoltare constă din 6 etape distincte: ou, larvă, protonimfă, deutonimfă, tritonimfă și adult. Durata medie de viață este de 37 de zile, din care 60% constă viața matură. Această specie e capabilă să se înmulțească asexuat, fără fertilizarea femelei de către mascul. Acest tip de partogeneză, în cazul în care embrionii se dezvoltă din ovule nefecundate, este numit thelytoky. Raportul dintre sexe este foarte mult influențat de planta gazdă. Un studiu a constatat că pe citrice, 30% din indivizi au fost masculi, iar pe plantele de grapefruit 62% din populație reprezentau masculii. Pe frunzele arborilor de cauciuc, procentul masculilor a scăzut puternic. 

## Răspândire și habitat
Lorryia formosa a fost găsit pe plantele de Sechium edule, citrice, dalie, păr, papaya, mango, Cola acuminata și Araucaria angustifolia. În Portugalia, a fost colectat de la Prunus domensticus, Prunus persica, Prunus armeniaca, măr (Malus domestica), ardei (Capsicum annuum). De asemenea, a fost indentificat la Hibiscus în Guadelupa, Antile. Acest acarian este larg răspândit pe citricele din regiunea mediteraneană, în țări ca: Algeria, Italia, Libia, Maroc, Portugalia și Spania.